# 黑森-卡塞爾的伊莉莎白 (1596年)
黑森-卡塞爾的伊莉莎白（德語：Elisabeth von Hessen-Kassel，1596年3月24日—1625年12月16日），梅克倫堡公爵夫人，黑森-卡塞爾伯爵莫里茲的女兒。

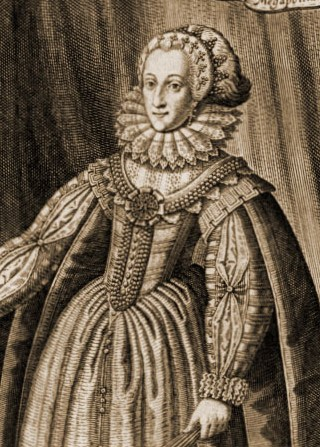

1618年，伊莉莎白與梅克倫堡的約翰·阿爾布雷希特二世結婚，兩人沒有子女。